# Mate Šestan
Mate Šestan (Yugoslavia; 12 de febrero de 1971-Zadar, Croacia; 30 de marzo de 2023) fue un futbolista croata que jugó en la posición de delantero.

## Carrera

### Club
| Periodo   | Club          |
| --------- | ------------- |
| 1992      | NK Zadar      |
| 1993      | NK Dubrava    |
| 1994      | NK Zagreb     |
| 1994      | NK Zadar      |
| 1995      | NK Neretva    |
| 1995–1996 | NK Marsonia   |
| 1996–1997 | FC Copenhagen |
| 1997–1998 | Levante UD    |
| 1999      | Hammarby IF   |
| 2000      | Xiamen Xiaxin |
| 2000      | Jilin Aodong  |
| 2001      | HNK Šibenik   |

## Logros
- Copa de Dinamarca (1): 1996/97